# Râul Șilindru
Râul Șilindru este un curs de apă, afluent al râului Salcia. 